# Defensor pacis

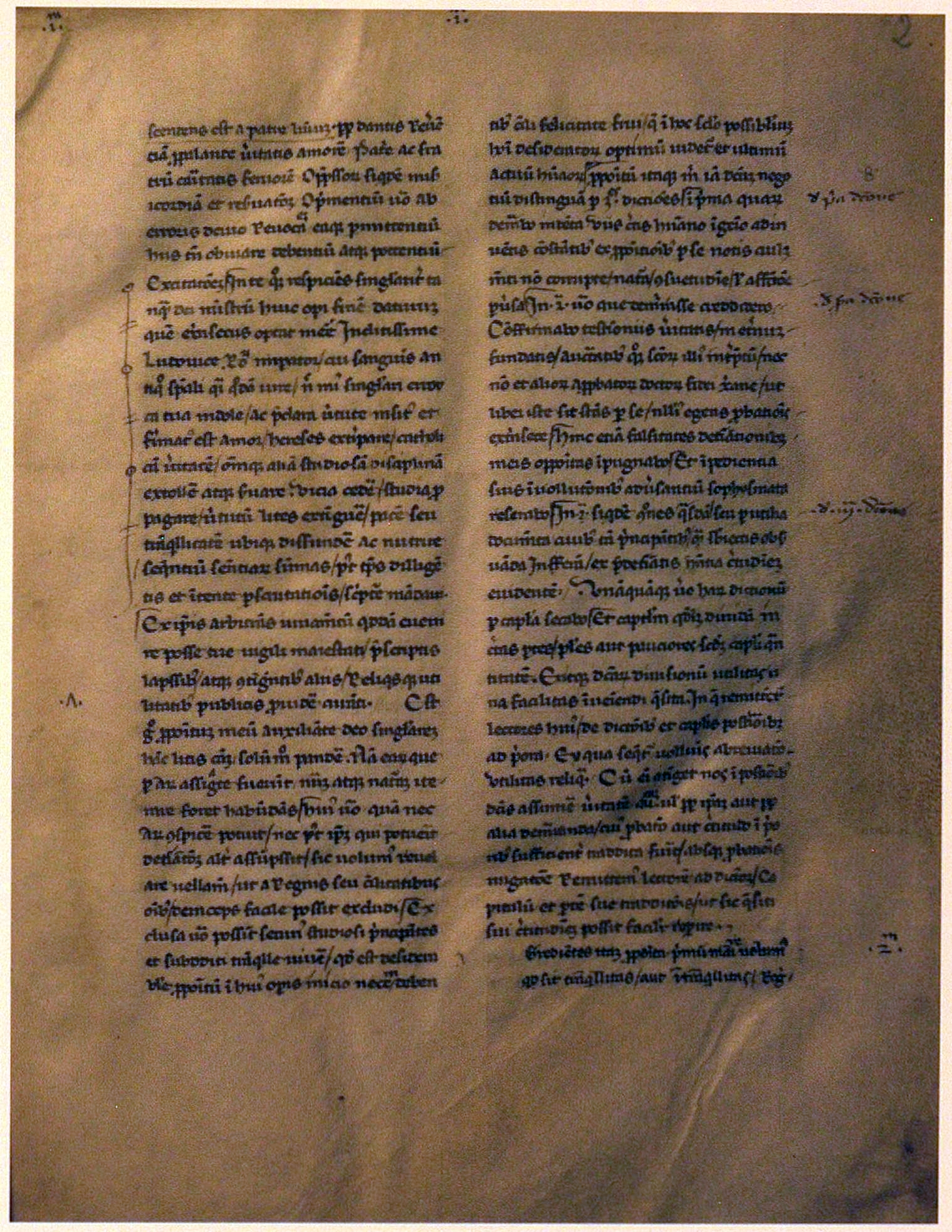
Eine Seite einer Handschrift des Defensor pacis. Tortosa, Arxiu Capitular de la Catedral, Ms. 141, fol. 2r (erste Hälfte des 14. Jahrhunderts)

Der Defensor pacis („Verteidiger des Friedens“) ist das Hauptwerk des spätmittelalterlichen Staatstheoretikers Marsilius von Padua. Der an der Pariser Universität lehrende italienische Scholastiker vollendete die umfangreiche lateinische Schrift am 24. Juni 1325. Er widmete sie dem römisch-deutschen König und späteren Kaiser Ludwig dem Bayern. Die schon im Mittelalter geäußerte Vermutung, es handle sich um ein Gemeinschaftswerk von Marsilius und dessen Freund Johannes von Jandun, wurde von den modernen Herausgebern widerlegt. Der Paduaner steht als alleiniger Verfasser fest.

## Aufbau und Zweck
Die Abhandlung ist in drei „Darlegungen“ (dicciones) gegliedert. Ihr Thema ist die Aufdeckung und Beschreibung der Hauptursache von Frieden und Unfrieden innerhalb eines christlichen Staates, ihr Zweck das Aufzeigen eines Weges zur dauerhaften Beseitigung der Zwietracht. In der ersten diccio legt der Autor eine theoretische Analyse von Wesen und Ursprung der politisch-gesellschaftlichen Organisation des Menschen vor. Daraus leitet er Grundsätze für ein sachgerechtes Funktionieren der Politik ab. Die Richtigkeit seiner Thesen behauptet er wissenschaftlich beweisen zu können. In der zweiten Darlegung untermauert er seinen Standpunkt mit Aussagen von anerkannten Autoritäten und bringt Argumente zur Widerlegung gegnerischer Auffassungen vor. Die dritte diccio bietet eine Zusammenstellung von Folgerungen, die Marsilius für zwangsläufig hält, und einen Aufruf zu entsprechendem Handeln.

## Inhalt

### Erste Darlegung
In den einführenden ersten beiden Kapiteln der ersten diccio beschreibt Marsilius die Sicherung von Frieden und Ruhe als Grundvoraussetzung alles menschlichen Glücks. Als Ursache der gegenwärtigen Zerrüttung bezeichnet er eine „verkehrte Meinung“, die tief verborgen sei und die er vorerst nicht enthüllt. Gemeint ist der Anspruch der Päpste auf „zwingende Gewalt“ über die Kirche sowie über alle Reiche der Welt und deren Herrscher. Durch die angekündigte Aufdeckung dieser Ursache der Zwietracht will der Autor die Ausrottung des Übels ermöglichen. Im zweiten Kapitel definiert er die Begriffe „Reich“ und „Frieden“, wobei er den inneren Frieden im Staat mit der Gesundheit eines Lebewesens vergleicht. Er versteht darunter den Zustand, in dem jeder einzelne Bestandteil einer staatlichen Gemeinschaft die ihm zukommenden Funktionen in vollkommener Weise erfüllen kann.
Anschließend trägt Marsilius im Hauptteil der ersten diccio (Kapitel 3–19) in abstrakter Form seine Staatstheorie vor, wobei die einschlägige Lehre des Aristoteles als Ausgangsbasis der Überlegungen dient. Seine Ausführungen kreisen jedoch um das Verhältnis von Staat und Kirche, eine Problematik, von welcher der antike Denker noch nichts wissen konnte. Den Hintergrund bildet die politische Praxis der zeitgenössischen italienischen Stadtstaaten, des französischen Königreichs und des römisch-deutschen Reichs. Grundforderungen, die in diesen Kapiteln erhoben werden, sind die Emanzipation des Staates von kirchlicher Bevormundung und als deren Ergebnis die uneingeschränkte staatliche Hoheit in Gesetzgebung, Rechtsprechung und Verwaltung sowie bei der Wahl der Regierung. Dazu gehört auch die Aufsicht der Regierung über die Kirche, die sich der staatlichen Autorität unterordnen muss.
Zunächst werden im dritten und vierten Kapitel Entstehung und Zweck der bürgerlichen Gesellschaft behandelt. Es wird eine hypothetische Entwicklung vorgeführt, die von der häuslichen Gemeinschaft der ersten Familie über das archaische Dorf bis zum voll ausgebildeten Staat führt. Die Betrachtungsweise ist dabei mehr historisch als analytisch. Als Unterscheidungsmerkmal der verschiedenen Arten von Gemeinschaftsbildung dient die Vorgehensweise bei der Erhaltung der Ordnung im sozialen Leben. Diese ist in der Urfamilie autoritär und willkürlich, in der archaischen Dorfgemeinschaft hingegen zwangsläufig konsensual und geregelt, da der soziale Zusammenhalt anderenfalls zerbräche. In der hier vorgetragenen Darstellung erscheint der Mensch – anders als bei Aristoteles – als ursprünglich individualistisches Wesen. Er wird von seinem Trachten nach vollkommener Befriedigung biologischer – nicht sozialer – Bedürfnisse zur Bildung überfamiliärer Verbände und schließlich zur Staatsgründung angetrieben. Den Zweck des Staates bestimmt Marsilius als Sicherung eines befriedigenden Daseins der Bürger. Die für frühere Theoretiker wichtige Erziehung der Bürger zur Tugendhaftigkeit hat er nicht im Blick. Im Mittelpunkt stehen Rechtssicherheit und das Gemeinwohl, das Nützliche und Zuträgliche.
Um seinen Zweck zu erfüllen, muss der ständisch geordnete Staat dafür Sorge tragen, dass seine Teile, die Berufsstände, die ihnen zukommenden Funktionen übernehmen und ungehindert ausüben. Wie schon bei Aristoteles werden im Defensor pacis sechs Stände unterschieden: Bauern, Handwerker, Geldleute, Priester, Krieger sowie die den Staat lenkende und die Rechtsprechung ausübende Führungsschicht.
Bei der Behandlung der Regierungsformen in den Kapiteln 8 und 9 übernimmt Marsilius die Struktur des aristotelischen Klassifikationssystems, das drei „gute“ Staatsformen – Monarchie, Aristokratie und „Politie“ (gemäßigte Volksherrschaft) – und drei aus ihnen entstehende Verfallsformen – tyrannische Monarchie, Oligarchie und „Demokratie“ – unterscheidet, wobei unter „Demokratie“ wie bei Aristoteles eine Pöbelherrschaft (Ochlokratie) verstanden wird. Das Hauptaugenmerk des Paduaners gilt hier der Alleinherrschaft eines Monarchen, der im Spätmittelalter häufigsten Regierungsform. Der Aspekt, auf den es Marsilius in erster Linie ankommt, ist dabei die richtige Vorgehensweise bei der Einsetzung des Herrschers. Dabei plädiert Marsilius (ähnlich wie bereits einige Neuplatoniker)  für die Wahlmonarchie, die unter dem Gesichtspunkt des Gemeinwohls der Erbmonarchie überlegen sei.
Im Anschluss wendet sich Marsilius einem seiner Kernanliegen zu, der Herrschaft des Gesetzes und der Klärung der Frage, wem die legislative Gewalt zusteht (Kapitel 10–13). Damit die Regierung ihre Autorität nicht missbrauchen kann, muss sie an das Gesetz gebunden sein. Ausführlich untersucht Marsilius die verschiedenen Bedeutungen des Wortes „Gesetz“, wobei er die zwingende Gewalt als das wesentliche Merkmal des Gesetzes im eigentlichen Sinne hervorhebt. Als Produkt einer von Affekten unbeeinflussten reinen Vernunft, welche die Erfahrungen vieler Generationen zusammenfasst, weist das Gesetz einen hohen Wert auf und fordert mit gutem Grund den unbedingten Gehorsam aller Bürger. Die gesetzgebende Gewalt steht im Prinzip nur dem „Volk“ zu. Darunter versteht Marsilius die Gesamtheit der Bürger oder den „gewichtigeren Teil“ (valencior pars) der Bürgerschaft. Welche Personen diesen Teil ausmachen sollen, legt er nicht generell fest; diesbezügliche Einzelheiten will er den Gesetzgebern der einzelnen Städte oder Reiche überlassen. Jedenfalls kann nach seiner Überzeugung nur eine Abstimmung einem legislativen Beschluss Rechtskraft verleihen. Ein vom Volk gebilligtes Gesetz bedarf keiner Bestätigung durch einen Herrscher, einen Priester oder eine privilegierte Gruppe. Das Kapitel 14 widmet der Autor der Untersuchung der Eigenschaften, über die ein guter Regent verfügen muss.
In den Kapiteln 15–19 baut Marsilius die Ergebnisse aus, zu denen er gelangt ist, und verteidigt sie gegen mögliche Einwände. Insbesondere bemüht er sich um die Widerlegung von Argumenten für die Herrschaftsübertragung durch Erbfolge. In diesem Teil der ersten diccio geht es ihm darum, die allein maßgebliche Rolle des „menschlichen Gesetzgebers“ (legislator humanus) im Staat zu bekräftigen. Den legislator humanus, den das Volk bildet, unterscheidet er vom göttlichen Gesetzgeber, als dessen Willensvollstrecker sich der Papst ausgibt. Das Volk muss nicht nur im Gesetzgebungsprozess das letzte Wort haben, sondern es ist auch die einzige Instanz, die befugt ist, die Regierung einzusetzen. Es kann den Regenten auch nach seinem Belieben zur Rechenschaft ziehen, tadeln oder absetzen. Die Regierung umfasst Verwaltung und Gerichtsbarkeit, die rechtsprechende Gewalt ist nicht von der exekutiven getrennt. Besonderes Gewicht legt Marsilius auf die Einheitlichkeit der Regierungsgewalt, denn er hält eine Konkurrenz rivalisierender Machtzentren für verhängnisvoll. Im Schlusskapitel der ersten diccio kehrt er zum Ausgangspunkt seiner Untersuchung zurück, zur Frage, wie der innere Frieden, die grundlegende Voraussetzung für das Glück der Bürger, herzustellen und zu sichern ist. Nun wendet er sich, zum Thema der zweiten diccio überleitend, der Ursache der Zwietracht in den Staaten und ihrer erhofften Beseitigung zu. Das Grundübel besteht nach seiner Überzeugung im Autoritätsmissbrauch der Päpste, in ihrem Anspruch auf eine zwingende Gewalt sowohl in der Kirche als auch im Staat und in den daraus resultierenden Konflikten mit den weltlichen Amtsträgern.

### Zweite Darlegung
Mit den Untersuchungen in der zweiten, wesentlich umfangreicheren Darlegung will Marsilius das Ergebnis der ersten bestätigen, indem er dem Machtanspruch des Klerus eine historische und theologische Beweisführung  entgegensetzt. Er meint nachweisen zu können, dass der Geistlichkeit kein privilegierter Sonderstatus im Staat zustehe und dass sie vor allem keine rechtskräftigen Urteile fällen dürfe. Vielmehr müsse sie dem weltlichen Gesetz und der zwingenden Rechtsprechung der Regierung unterworfen sein. Um diese Auffassung plausibel zu machen, legt Marsilius zunächst die exegetische, philosophische und historische Argumentation der Gegenseite dar und trägt dann ausführlich eine Fülle von Argumenten für seinen Standpunkt vor, wobei er sich hauptsächlich auf neutestamentliche Aussagen beruft. Christus und die Apostel hätten für sich keine Privilegien oder irdische Macht beansprucht, sondern hätten sich der staatlichen Justiz gebeugt. Diese Haltung stelle für die Priesterschaft das maßgebliche Leitbild dar. Das göttliche Gesetz, das die Sünder strafe, werde nur im Jenseits vollstreckt; die irdische Rechtsprechung habe sich ausschließlich nach dem menschlichen Gesetz zu richten.
Die Kapitel 11–14 sind einem Sonderthema gewidmet, dem Armutsstreit. Dabei handelt es sich um einen Konflikt, der zur Abfassungszeit des Defensor pacis zwischen dem amtierenden Papst Johannes XXII. und einer Strömung im Orden der Franziskaner tobte. Die Meinungsverschiedenheit betraf die stark umstrittene Frage, wie die „evangelische Armut“ aufzufassen sei, die nach den neutestamentlichen Berichten von Christus und den Aposteln praktiziert wurde. Strittig war, in welchem Sinne die urchristliche Armut als Richtschnur zu gelten hatte, das heißt, inwieweit die „Diener des Evangeliums“ besitzlos leben mussten. Franziskanische Vertreter einer radikalen Auslegung des Armutsideals widersetzten sich der Lehre des Papstes, der zufolge Christus und die Apostel über Besitz verfügten und absolute Besitzlosigkeit prinzipiell unmöglich ist. Marsilius nutzte diesen erbitterten Streit zu einem weiteren Angriff auf das Papsttum. Er ergriff nachdrücklich für die dissidenten Franziskaner Partei und behauptete, der Papst, der als Richter in Glaubensfragen auftrete, habe sich eine Irrlehre zu eigen gemacht, sei also selbst ein Häretiker. Christus und die Apostel hätten auf alle irdischen Besitztümer verzichtet und damit ihren Nachfolgern ein Vorbild gegeben. Ihre materielle Anspruchslosigkeit kontrastiere mit dem Reichtum und der Habgier des Klerus.
Die anschließenden Kapitel 15–21 behandeln das Wesen des Priestertums, die Machtausübung in der Kirche und die Frage der Autorität in strittigen Glaubensfragen. Marsilius unterscheidet eine primäre und eine sekundäre priesterliche Vollmacht. Die primäre Vollmacht ist die wesentliche; sie betrifft die Befugnis zur Spendung der Sakramente und ist allen Priestern in der gleichen Weise gegeben. Diesbezüglich unterscheidet sich der Papst nicht von einem einfachen Priester. Die sekundäre Vollmacht ist die Zuweisung zu einem bestimmten Amtsbereich, die auf bloßer Konvention beruht. Von dieser Unterscheidung ausgehend kritisiert Marsilius die hierarchische Struktur der Kirche und begründet sein egalitäres Verständnis der kirchlichen Ämter. Nach seinen Ausführungen waren die Apostel alle gleichrangig, der „Apostelfürst“ Petrus hatte keine Gewalt über die anderen und keine Weisungsbefugnis. Dasselbe hat somit für die Päpste und Bischöfe als Nachfolger der Apostel zu gelten. Da kein Priester hinsichtlich der primären Vollmacht über einem anderen steht, darf keiner einen anderen ein- oder absetzen. Vielmehr muss die Erteilung der sekundären Vollmacht, die Ämterbesetzung einschließlich der Papstwahl, der Gesamtheit der Gläubigen vorbehalten sein, das heißt dem Volk oder einem vom Volk eingesetzten Kollegium. Allerdings kann das Volk die Befugnis zur Einsetzung des Papstes dem Kaiser übertragen. Aus diesem Befund ergibt sich für Marsilius auch, dass der Papst nicht berechtigt ist, in Glaubensfragen nach seinem Gutdünken Entscheidungen zu treffen. Dieses Recht steht vielmehr ausschließlich einem allgemeinen Konzil zu.
In den folgenden Kapiteln 22–26 setzt sich Marsilius mit der Machtvollkommenheit (plenitudo potestatis) der Päpste auseinander. Er beschreibt das Wachstum der päpstlichen Macht im Verlauf der Kirchengeschichte als einen Prozess zunehmender illegitimer Anmaßung von Herrschaftsrechten. Gier und Herrschsucht seien die Triebkräfte dieses böswilligen Vorgehens, das weiterhin andauere. Ausführlich schildert der Autor die verheerenden Auswirkungen dieser Entwicklung und des damit einhergehenden Machtmissbrauchs auf die kirchlichen und staatlichen Verhältnisse. Bei der Darstellung der aktuellen Lage greift er den amtierenden „sogenannten“ Papst Johannes XXII. mit äußerster Heftigkeit an und wirft ihm abscheuliche Untaten vor. Schließlich geht er in den Kapiteln 27–30 auf mögliche Einwände gegen seine Thesen ein.

### Dritte Darlegung
Im dritten, weitaus kürzesten Teil des Defensor pacis fasst Marsilius die Ergebnisse seiner Beweisführung zusammen und drückt seine Erwartung aus, dass es nicht schwer sein werde, die „Pest“ der klerikalen Übergriffigkeit auszurotten, wenn man seine Vorschläge in die Tat umsetze.

## Ausgaben und Übersetzungen
- Jürgen Miethke, Horst Kusch (Hrsg.): Marsilius von Padua: Der Verteidiger des Friedens. Wissenschaftliche Buchgesellschaft, Darmstadt 2017, ISBN 978-3-534-74281-3 (lateinischer Text nach der Ausgabe von Richard Scholz ohne den kritischen Apparat, Übersetzung von Walter Kunzmann und Horst Kusch. Neudruck der Ausgabe von 1958 mit neuer Einleitung von Miethke)
- Charles William Previté-Orton (Hrsg.): The Defensor Pacis of Marsilius of Padua. Cambridge University Press, Cambridge 1928 (kritische Edition)
- Richard Scholz (Hrsg.): Marsilius von Padua: Defensor Pacis. Hahn, Hannover 1932 (kritische Edition; online)